# General Dynamics F-16 Fighting Falcon
« F-16 » redirige ici. Pour les autres significations, voir F16 et Falcon.
Le F-16 Fighting Falcon est un avion de combat multirôle développé par General Dynamics (aujourd'hui Lockheed Martin) pour les États-Unis dans les années 1970.
Commandé par plus de vingt pays différents, construit sous licence par un groupe de quatre pays de l'OTAN en Belgique et aux Pays-Bas, ainsi qu'en Turquie et en Corée du Sud, le F-16 est l'avion de chasse le plus utilisé dans le monde avec 2 145 appareils en service en 2023, soit 15 % de la flotte mondiale, selon Flight International. 
Le 4 500e exemplaire a été livré en avril 2012, au 26 juin 2018, 4 608 exemplaires ont été commandés par 28 clients et environ 3 200 F-16 sont en service.
Il devait alors être remplacé par le F-35 Lightning II aux États-Unis et dans plusieurs pays d'Europe de l'Ouest.

## Conception

### Caractéristiques
La durée de vie estimée d'une cellule de F-16 est de 8 000 heures de vol selon le département de la Défense et en octobre 2007, la moyenne des heures par avion de l'USAF était de 4 600 heures avec cinq appareils à plus de 6 000 heures. En temps de paix, il vole environ 300 heures par an. En 2011, à la suite du retard du programme F-35, un programme pour étendre la durée de vie des F-16 Block-30 à 10 800 heures soit environ dix ans de service est lancé, celui-ci pourra éventuellement s'appliquer aux versions plus récentes. Pour améliorer la visibilité du pilote, la verrière en polycarbonate du F-16 ne possède pas de montant. Elle est donc plus épaisse que les autres pour pouvoir résister à un impact éventuel d'oiseau. Ce choix a pour conséquence de rendre impossible l'éjection au travers de la verrière, ce qui fait perdre quelques centièmes de seconde au pilote pour s'éjecter. Une autre conséquence est que le système d'affichage tête haute HUD est spécifique au F-16 : il protège le pilote du vent après l'éjection de la verrière. Il doit donc être particulièrement solide.
Son coût par heure de vol est estimé à 7 000 euros par le groupe d'information Jane’s. Cette valeur prend en compte le coût de maintenance et d'entretien, le soutien technique, les pièces et carburants, la préparation et la réparation prévol, l'entretien régulier au niveau de l'aérodrome et les coûts de personnel, mais pas le coût en armement, propre à chaque pays et dépendant des opérations,.

### Le YF-16 (LWF puis ACF)
Début 1971, l'US Air Force lance un programme désigné LWF (Light Weight Fighter, en français : chasseur léger) soutenu par John Boyd (un ancien pilote de chasse) et Pierre Sprey (un ingénieur français analyste en systèmes d’armes) pour un avion de moins de 9 tonnes, de taille réduite, offrant une grande manœuvrabilité et une bonne capacité d'accélération. Ce cahier des charges fait suite à l'expérience de la guerre du Viêt Nam, pendant laquelle aucun avion américain ne fut apte à affronter les Mig en conditions de combat tournoyant et de supériorité aérienne.
En 1972, deux propositions de constructeurs sont retenues : le Modèle 401 de General Dynamics et le Modèle P-600 de Northrop. Un contrat est signé pour la construction de deux démonstrateurs de chaque projet, avec les désignations de YF-16 pour General Dynamics et de YF-17 pour Northrop. Le premier YF-16 sort d'usine à la fin de l'année 1973 et fait son vol officiel inaugural le 2 février 1974 bien qu'il fit un court vol impromptu le 20 janvier 1974. Le second exemplaire vole à son tour un mois plus tard.
Pendant que les essais comparatifs avec le YF-17 se déroulent, le programme est renommé ACF (Air Combat Fighter, en français : chasseur de combat aérien). L'US Air Force envisage officiellement l'achat d'au moins 650 exemplaires, voire le double. Ceci donne un signal clair de l'engagement américain aux autres pays intéressés par l'avion. En effet, plusieurs pays de l'OTAN cherchent alors un remplaçant à leur F-104 Starfighter.
Début 1975, l'US Air Force annonce officiellement qu'elle a retenu le YF-16. Quinze avions de présérie sont commandés et une proposition commerciale est envoyée aux pays de l'OTAN regroupés dans le Multinational Fighter Program Group (en français : groupe du programme de chasseur multinational). Début juin 1975, la Belgique, le Danemark, les Pays-Bas et la Norvège annoncent à leur tour avoir retenu le YF-16 (celui-ci était alors en compétition avec le YF-17, le Mirage F-1E et le Saab JA-37) dans ce qui fut appelé le Marché du siècle. Ces quatre pays passent une commande initiale de 350 exemplaires, et différents accords sont signés pour mettre en place la production sous licence du F-16 en Europe de l'Ouest et son assemblage en Belgique par SONACA à Gosselies et aux Pays-Bas par Fokker à côté de l’aéroport d'Amsterdam-Schiphol.

### Le F-16A et F-16B
La construction en série commença mi-1975. Par rapport au YF-16, le futur F-16A était plus long de trente centimètres pour augmenter la capacité en carburant, son nez était redessiné pour permettre d'accueillir un radar Westinghouse APG-66, et sa surface alaire était augmentée de presque 2 m². D'autres modifications mineures avaient été apportées, et une version biplace F-16B était prévue. Le premier F-16A fit son vol inaugural le 7 décembre 1976, suivi par le F-16B le 8 août 1977.

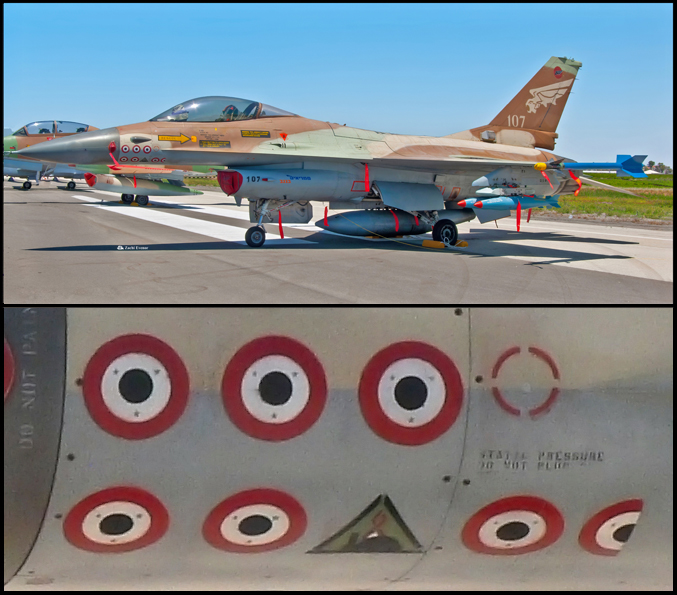
F-16A Netz 107 israélien avec 6½ interceptions homologuées et une participation à la destruction du réacteur nucléaire irakien Osirak (opération en) le 7 juin 1981.

Les livraisons à l'US Air Force commencèrent début 1979, alors que celle-ci avait commandé 783 F-16A et F-16B supplémentaires, destinés à la chasse-bombardement. Au même moment, la Force aérienne belge recevait ses premiers avions. La production en Europe avait débuté début 1978. Le millième F-16 est livré le 8 juillet 1983.
Quatre lots de production principaux ont été réalisés (block 1 et 5, block 10, block 15 et block 20). Les F-16A/B européens ont subi un programme de remise à niveau (Mid-Life Update) pendant la seconde moitié des années 1990.

### Le F-16C et F-16D
La version F-16C fut lancée en 1981 afin d'apporter à la fois des capacités tout-temps et la possibilité de tirer hors de portée visuelle (Beyond Visual Range). Pour cela, le radar APG-66 est remplacé par un radar multimode bien plus performant AN/APG-68(V). D'autres améliorations furent apportées comme un détecteur d'alerte radar et des lance-leurres.
Le premier F-16C fit son vol inaugural le 15 juin 1984 et sa mise en service commença en 1986. Quatre lots de production ont été réalisés (block 25, block 30/32, block 40/42, block 50/52). Tous les F-16C/D ont été construits aux États-Unis, en Turquie et en Corée du Sud (construction sous licence).
De nombreuses améliorations ou changements de matériels ont lieu au cours des années sur ces appareils. Entre autres, il est ainsi prévu d'équiper 640 avions américains d'un système automatique d'évitement de terrain à la fin de 2012 et en 2014.
Le 4 000e appareil est livré le 28 avril 2000 à la force aérienne égyptienne. L'avion a généré 80 milliards de dollars de revenus à ses constructeurs à cette date.
Au 20 août 2014, 157 F-16D, version biplace utilisée pour la formation en vue de la transition des élèves pilotes sur ce type d’appareil, d'un âge moyen de 24 ans, avec plus de 5 500 heures de vol par appareil, sont en service dans l'USAF.
Le 4 500e appareil produit est livré le 3 avril 2012 aux Forces royales air du Maroc.
En date du 13 juillet 2016, 4 573 avions ont été livrés, et l'entreprise n'avait alors plus que 15 F-16 à assembler.

### Le F-16V
Le F-16V Block 70 (réacteur General Electric F110 à 13,4 t de poussée) et 72 (Pratt & Whitney F100 à 13,2 t de poussée) est proposé à la fin des années 2010. Il est équipé d'un nouveau cockpit, d'un radar à antenne active AN/APG-83 et de réservoirs conformes. Sa durée de vie est de 12 000 h de vol et la quasi-totalité de l'avionique est modernisée.

## Fabrication
Au 25 avril 2019, un total de 4 588 avions ont été fabriqués dans cinq pays par sept entreprises avec un pic de 300 avions en 1987. Depuis le début des années 2010, tous les appareils sont construits aux États-Unis. La production qui originellement a lieu à Fort Worth, au Texas, devrait continuer au moins jusqu'au début des années 2020 pour l'exportation sur une ligne d'assemblage installée depuis la fin de 2018 à Greenville en Caroline du Sud inaugurée le 25 avril 2019.
Voici les chiffres par ligne d'assemblage à cette date :
- États-Unis : General Dynamics de 1974 à 1996, Lockheed de 1992 à 1998 et depuis Lockheed Martin ;
  - Fort Worth, Texas, 3 634 F-16 ;
  - Greenville, Caroline du Sud, 0, dédiée au F-16V[2]. Le premier vol du F-16 block 70 depuis cette usine a lieu le 24 janvier 2023; à cette date, 128 sont commandés[20].
- Corée du Sud : Samsung Aerospace, Sacheon, 128 F-16C/D de 1997 à 2004[21] ;
- Belgique : SABCA, Gosselies, 222 F-16A/B de 1979 à 1991 ;
- Pays-Bas : Fokker, aéroport d'Amsterdam-Schiphol, 300 F-16A/B de 1979 à 1992[11] ;
- Turquie : Turkish Aerospace Industries, Mürted Air Base (en) nommée jusqu'en 2016 base aérienne Akıncı, 304 F-16C/D de 1987 à 2012[22].

## Engagements

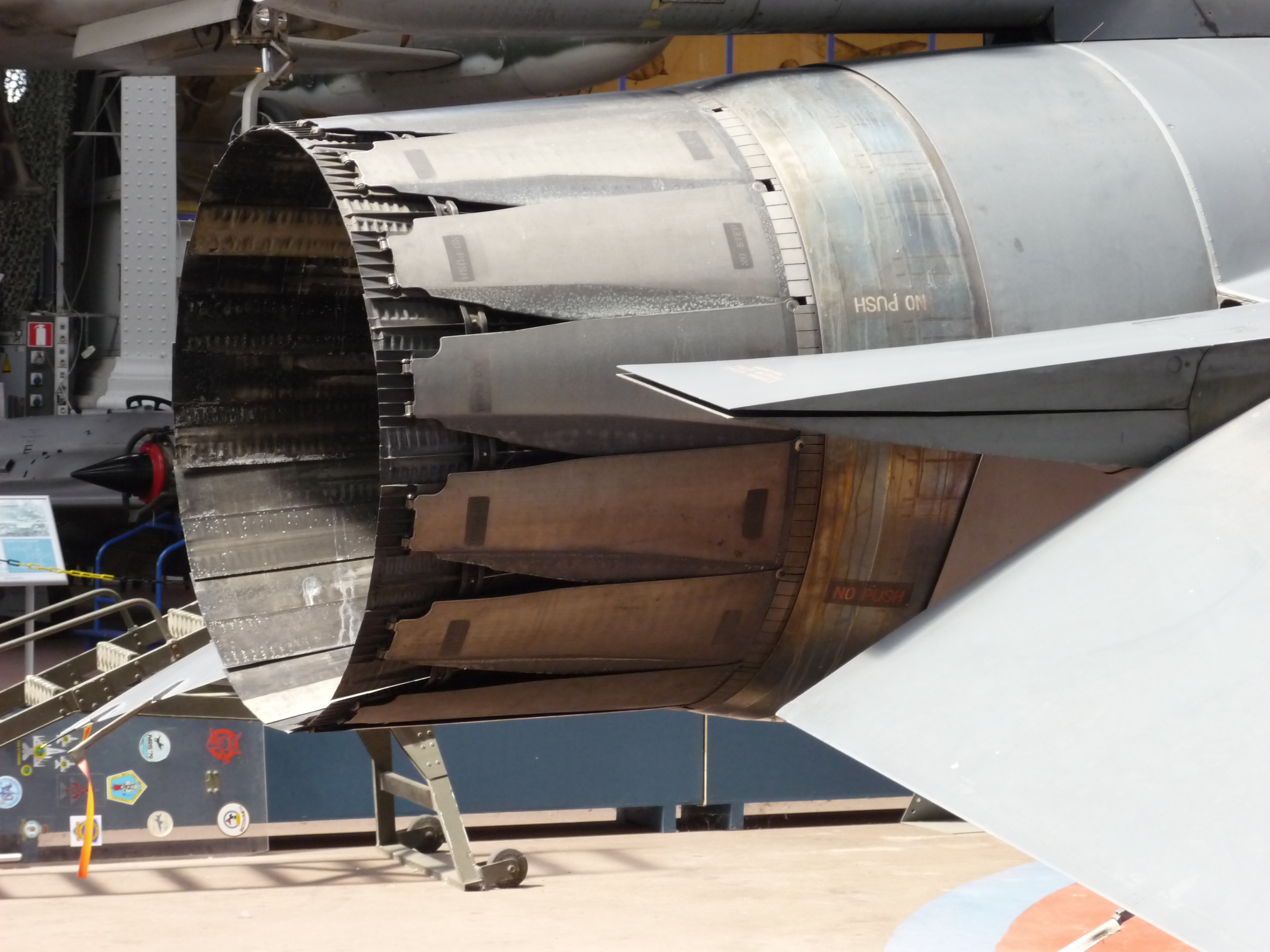
Tuyère modulable du réacteur d'un F-16.

Déclenchement du siège éjectable d'un F-16.

Les premières opérations de combat du F-16 eurent lieu lors de l'opération Opéra quand Israël bombarda le site de la centrale nucléaire irakienne d'Osirak le 7 juin 1981 avec huit de ces appareils escortés par six F-15. Il servit ensuite durant l'intervention militaire israélienne au Liban de 1982 contre les forces aériennes syriennes en 1982 dans de violents combats.
Il est engagé ensuite par les forces aériennes pakistanaises entre 1986 et 1988 lors d'affrontements avec les aviations afghane et soviétique lors de la guerre d'Afghanistan abattant au moins dix avions, dont cinq soviétiques, contre une perte à la suite d'un tir ami.
Le F-16 a depuis été engagé dans de nombreux conflits. Sur 200 000 sorties enregistrées[Quand ?], il n'a été abattu que 6 fois par la défense antiaérienne, une fois par un tir ami le 29 avril 1987 lorsqu'un F-16 pakistanais abat un confrère lors d'un combat aérien contre quatre chasseurs MiG-23MLD soviétiques (d'autres versions indiquent un tir soviétique, ou une collision avec une bombe larguée par un MiG-23)  et une fois par un Mirage 2000 grec en combat aérien le 8 octobre 1996 (unique perte en combat aérien à ce jour[Quand ?]).
À la fin des années 1980, les États-Unis ont pu acquérir une centaine de missiles air-air soviétiques Vympel R-73, les Allemands, récupérant les MiG-29 de l'armée est-allemande, leur fournirent un lanceur. Au cours de simulations de combat aériens rapprochés, la surprise fut totale. Le MiG-29, équipé d'un viseur de casque, gagna 49 fois en 50 engagements contre des F-16 équipés d'AIM-9M Sidewinder. Toutefois, dans tous les autres cas de figure (engagements multiples et utilisation des capacités look-down/shoot-down), tous les avions américains opposés au MiG-29 l'ont emporté. Le missile Vympel R-73 Missile infrarouge courte portée), en particulier, ne possède pas l'efficacité de l'AIM-120 AMRAAM (missile à guidage radar embarqué longue portée) et le MIG-29 est en outre dépourvu de la capacité « tire et oublie », sauf s'il utilise des missiles Vympel R77.
Le F-16 est le chasseur de l'USAF déployé en plus grand nombre pendant la guerre du Golfe avec 212 exemplaires basés dans la zone du Central Command et 36 à Incirlik AB en Turquie. C'est aussi le chasseur des forces américaines qui effectuera le plus de sorties - au total 13 087 au-dessus de l'Irak et du Koweit. Les F-16 utilisent principalement des bombes non-guidées (Mk 82, Mk 84, CBU-52/58/71, etc.) et le missile AGM-65 Maverick. 2 912 sorties sont faites dans le cadre de la campagne stratégique contre des objectifs tels que des sites NBC, des ponts, des stocks de munitions, des sites de communications ou des aérodromes, en bombardement visuel généralement à moyenne altitude. Seuls deux escadrons équipés de la version Block 40 qui a un GPS et le système LANTIRN (la nacelle de navigation seulement) ont une capacité nocturne. Les F-16 font aussi 8 258 sorties ciblant les forces terrestres irakiennes. Des F-16 dits Killer Scouts sont employés dans le rôle de contrôleurs aériens avancés, patrouillant des kill boxes de 30 nm de côté à la recherche de cibles et coordonnant des frappes d'autres appareils sur celles qu'ils trouvent. L'USAF perd trois F-16 en combat et cinq par accident pendant les sept semaines de combat. Le seul autre pays à engager des F-16 dans ce conflit est Bahreïn, dont les Falcon effectuent 166 sorties, principalement de défense aérienne.
Deux F-16 loyalistes de l'Aviation nationale du Venezuela ont abattu deux North American OV-10 Bronco et un Embraer EMB 312 rebelles lors de la tentative de coup d'État du 27 novembre 1992. Ils sont employés ensuite pour la police du ciel et ont abattu quelques avions faisant du narcotrafic violant l'espace aérien du Venezuela.
La première victoire aérienne d'un F-16 américain (version D, 90-0778, pilote Lt.Col. Gary North), date du 27 décembre 1992 sur un MiG-25 irakien lors d'une intrusion de ce dernier dans l'une des zones d'exclusion aérienne irakiennes pendant l'opération Southern Watch. Cette victoire est également la première pour l'AIM-120 AMRAAM.
Durant les guerres en ex-Yougoslavie des années 1990, les F-16 des nations de l'OTAN ont effectué de nombreuses missions de surveillance et fait quelques raids et combats aériens en Bosnie-Herzégovine.
Le 8 octobre 1996, un F-16 turc est abattu par un Mirage 2000 grec au-dessus de la mer Égée. À la suite d'une violation de l'espace aérien grec, les Mirage 2000 envoyés pour intercepter les intrus sont engagés en combat tournoyant par des F-16 turcs. L'un des Mirages tire alors un missile Magic II, atteignant un F-16D (biplace) qui s'écrase en mer. Un des pilotes du F-16 (le capitaine Nail Erdoğan) est mort, l'autre (le lieutenant-colonel Cemil Çiçekli) a pu s'éjecter et a été secouru par un hélicoptère grec.
Il est intervenu de façon plus massive durant la guerre du Kosovo en 1999 où des F-16 néerlandais et américains abattirent plusieurs MiG-29 de l'Armée populaire yougoslave, pour un F-16 américain abattu par la défense antiaérienne serbe.
Il sert en Afghanistan partir fin 2001 dans les rangs des forces aériennes européennes et américaines.
De 2003 à 2011, il est utilisé en appui au sol des forces de la coalition en Irak puis à partir de 2014 dans la campagne aérienne contre l'État islamique en Irak et en Syrie.
En 2011, lors de l'intervention militaire de 2011 en Libye, il a été engagé entre autres 6 F-16 de la composante air belge, 6 des Émirats arabes unis, 6 danois, 6 néerlandais et 6 norvégiens.
Le 23 mars 2014 un F-16C de la Force aérienne turque a abattu un chasseur Mikoyan-Gourevitch MiG-23 de la Force aérienne syrienne. Ce dernier avait violé l'espace aérien turc.
De 2015 à 2018, des F-16 marocains sont engagés dans le cadre d'une coalition arabe contre la rébellion des houthis au Yémen. Un d'entre eux y est détruit le 10 mai 2015.
Le 24 novembre 2015, deux F-16 de la force aérienne turque ont abattu un bombardier Soukhoï Su-24 de la Force aérienne russe a la frontière entre la Syrie et la Turquie.
Le 10 février 2018, un F-16 israélien est abattu par un missile sol-air syrien.
Le 1er mars 2020, la Turquie abat deux avions Soukhoï Su-24 syriens avec un F-16 dans le cadre de l'opération « Bouclier du printemps ».
Le 26 août 2024, un F-16 fourni à l’Ukraine par l’Occident est perdu lors du conflit qui l’oppose à la Russie. Le pilote est tué. Les avis divergent sur les causes de la perte de l’avion. Il aurait été détruit par un tir fratricide d'un missile MIM-104 Patriot ukrainien. En conséquence, le commandant en chef de l’armée de l’air est limogé dès le 30 août par le président Volodymyr Zelensky.

## Versions

### Versions de série

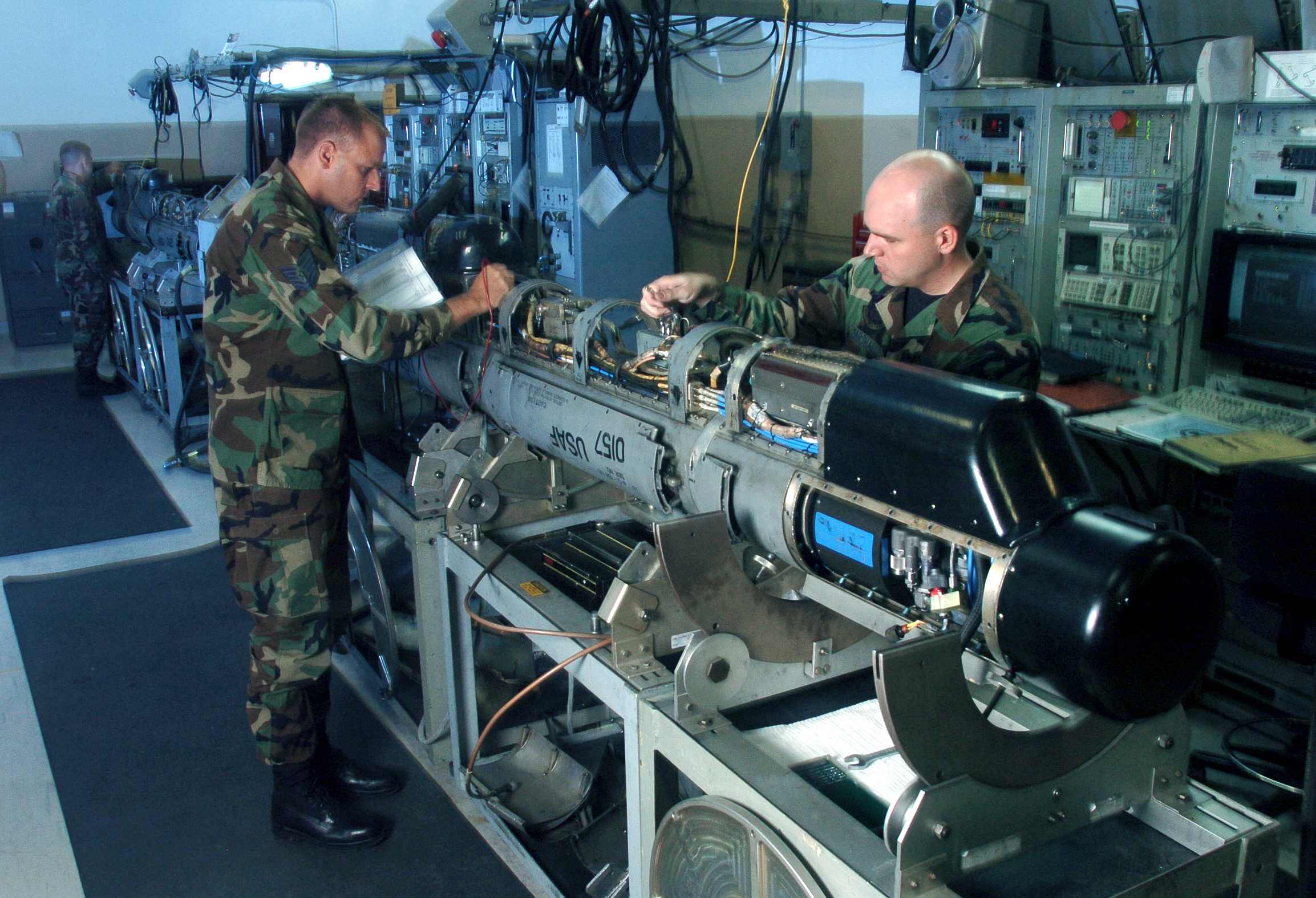
Inspection d'une nacelle de contremesures électroniques de F-16.

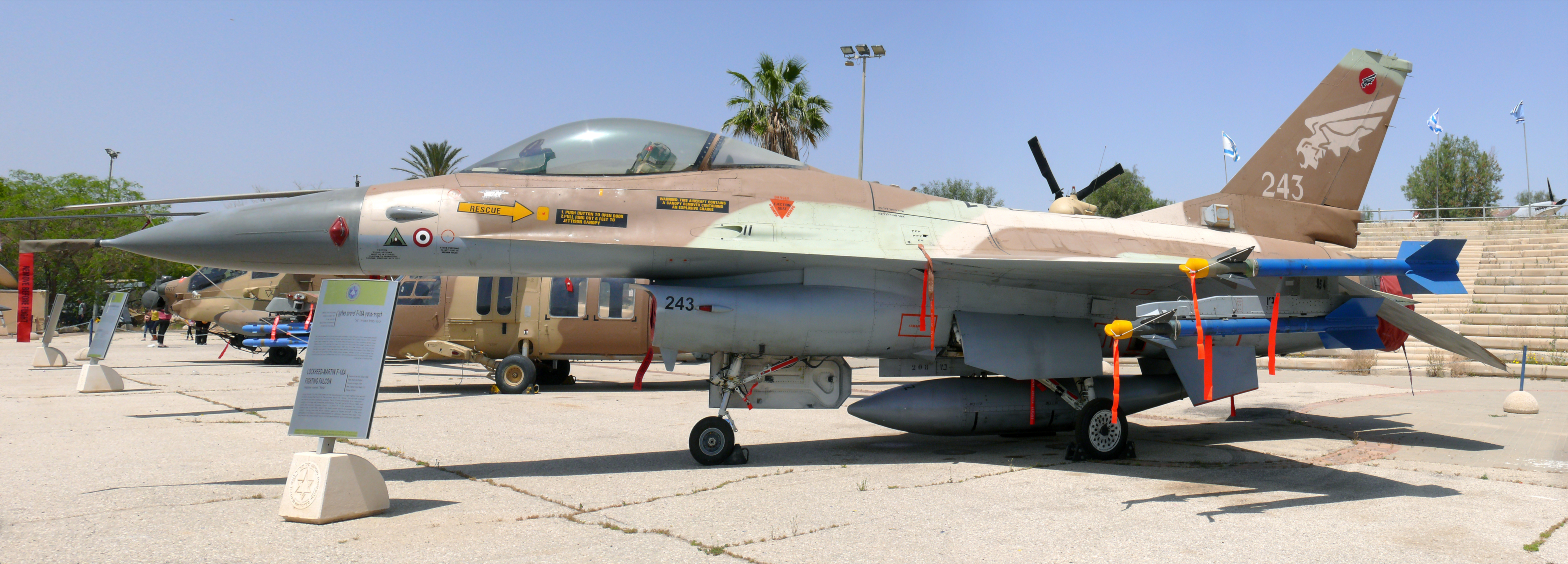
Un F-16A Netz.

- F-16A et F-16B : première version destinée au combat aérien à courte portée seulement. Le F-16A est monoplace et le F-16B est une version biplace d'entraînement. Le premier F-16A a volé en décembre 1976. Le premier F-16A opérationnel a été livré en janvier 1979 au 388th Tactical Fighter Wing à Hill Air Force Base. Leur avionique est limitée, avec un radar Westinghouse AN/APG-66 (en).
- F-16A/B Block 1 et 5 : appareils fabriqués jusqu'en 1981 pour l'USAF et quatre pays européens (Belgique, Pays-Bas, Norvège et Danemark) qui les avaient choisis pour remplacer leurs F-104 Starfighter. La plupart des Block 1 et 5 furent portés au Block 10 en 1982 lors du programme Pacer Loft.
- F-16A/B Block 10 : 312 appareils construits jusqu'en 1980. Peu de modifications par rapport au Block 5.
- F-16AM/BM MLU (MLU pour Mid-Life Update, modernisation à mi-vie) : version améliorée du F-16A/B Block 10 fabriquée sous licence en Europe, utilisée par la Belgique, les Pays-Bas, la Norvège, le Danemark, et, dernièrement, le Portugal.
- F-16A/B Block 15 : version la plus produite, dérivée du Block 10 avec deux points d'emport supplémentaires sous l'entrée d'air et des empennages horizontaux agrandis, à la surface augmentée d'environ 30 % par rapport aux précédentes versions.
- F-16 ADF ou F-16A/B Block 15 OCU : version optimisée pour la défense aérienne. Elle a été développée pour l'Air National Guard à partir de modèles F-16A/B modifiés. Bien que le programme ait été mené à terme, les 271 avions n'ont jamais été utilisés pour cette mission à cause de la disparition de la menace soviétique.
- F-16A/B Block 20 : version plus récente (produite à partir de juillet 1996) à l'avionique très modifiée et à la structure améliorée (ailes et queue du F-16C/D Block 50 et reste du fuselage identique au F-16A/B Block 15). Radar AN/APG-66(V)3 avec de plus grandes portées de détection et de poursuite, capable de poursuivre un plus grand nombre de cibles simultanément. Ordinateur de mission modulaire MMC (Mission Modular Computer) qui remplace trois autres ordinateurs avec un processeur plus rapide et une plus grande mémoire. Bus de données amélioré, système de navigation inertielle avec des gyroscopes laser, une carte numérique, un IFF amélioré, un HUD grand angle, les écrans multifonctions couleur dans le cockpit, des boutons de contrôle sur le mini-manche latéral et la manette des gaz dérivée du F-16C/D Block 50, et enfin un éclairage du cockpit permettant l'utilisation d'intensificateurs de lumière. Le dernier avion de cette version en service, un appareil taïwanais, est envoyé se faire moderniser en F-16V le 15 décembre 2022[43].

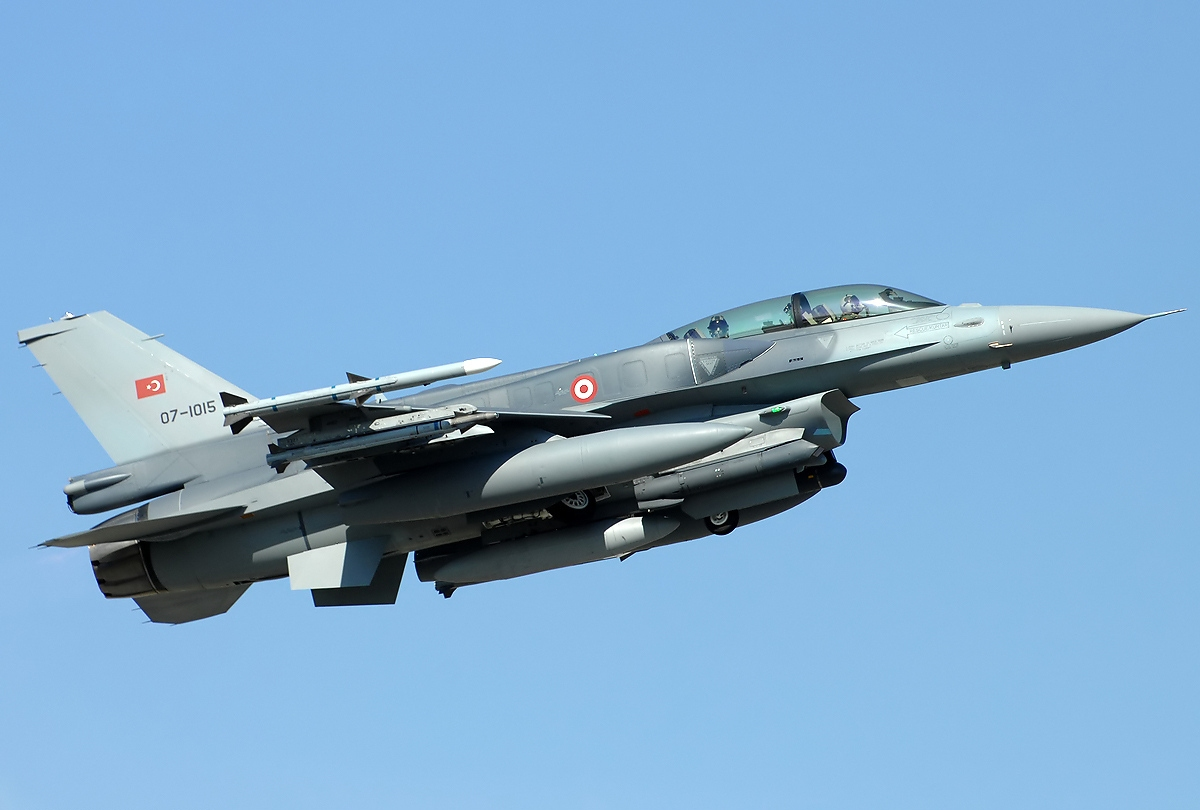
Un F-16D modernisé de la TAF.

- F-16C : version monoplace multirôle très perfectionnée, plus lourde et moins agile mais capable de combats aériens à moyenne portée, d'attaques air-sol et pour certaines de missions SEAD (en). Tous les F-16 livrés à partir de novembre 1981 ont une structure et un « câblage » MIL-STD-1760 leur permettant d'avoir une capacité multirôle et de mener des attaques au sol de précision, de nuit et des interceptions de cibles hors de portée visuelle. Le F-16C peut être différencié du F-16A par la base de la dérive qui est plus volumineuse et comporte une petite antenne radio. Les F-16A/B ont un radar AN/APG-66 alors que les F-16C/D ont un radar Westinghouse (racheté par Northrop-Grumman) AN/APG-68, qui a une plus grande portée, une meilleure résolution et plus de modes d'utilisation. Le F-16D est la version biplace d'entraînement du F-16C.
- F-16C/D Block 25 : première version des F-16C/D avec, par rapport aux F-16A/B, un cockpit doté d'un HUD holographique GEC-Marconi et deux écrans multifonctions monochromes, un bus armement MIL-STD-1760 permettant l'utilisation de missiles AIM-120 AMRAAM et de AGM-65 Maverick.
- F-16C/D Block 30 et 32 : a la capacité d'utiliser des missiles AGM-45 Shrike et AGM-88 HARM. Sa baie moteur (utilisée sur les versions suivantes) permet de monter, soit le General Electric F110-GE-100 (versions dont le chiffre des unités est 0), soit le Pratt & Whitney F100-PW-220 (versions dont le chiffre des unités est 2).
- F-16N (N pour Navy, (marine) désignation officielle mais non réglementaire, l'appareil aurait dû s'appeler F-16E ou F-16G) : version monoplace du Block 30 destinée à l'US Navy pour l'entraînement au combat ; 22 exemplaires construits. Il est utilisé par la Navy de 1987[44] jusqu'à son retrait début 1995[45] pour l'entrainement au combat aérien mais n'est pas armé : il n'embarque pas d'armement externe et son canon Gatling n'est pas installé. Malgré sa crosse, il ne peut pas non plus être utilisé à bord d'un porte-avions. À l'inverse, les F-18 de la patrouille acrobatique Blue Angels peuvent être reconfigurés rapidement pour servir au combat en cas de besoin.
- TF-16N : version biplace du F-16N ;  4 exemplaires construits.

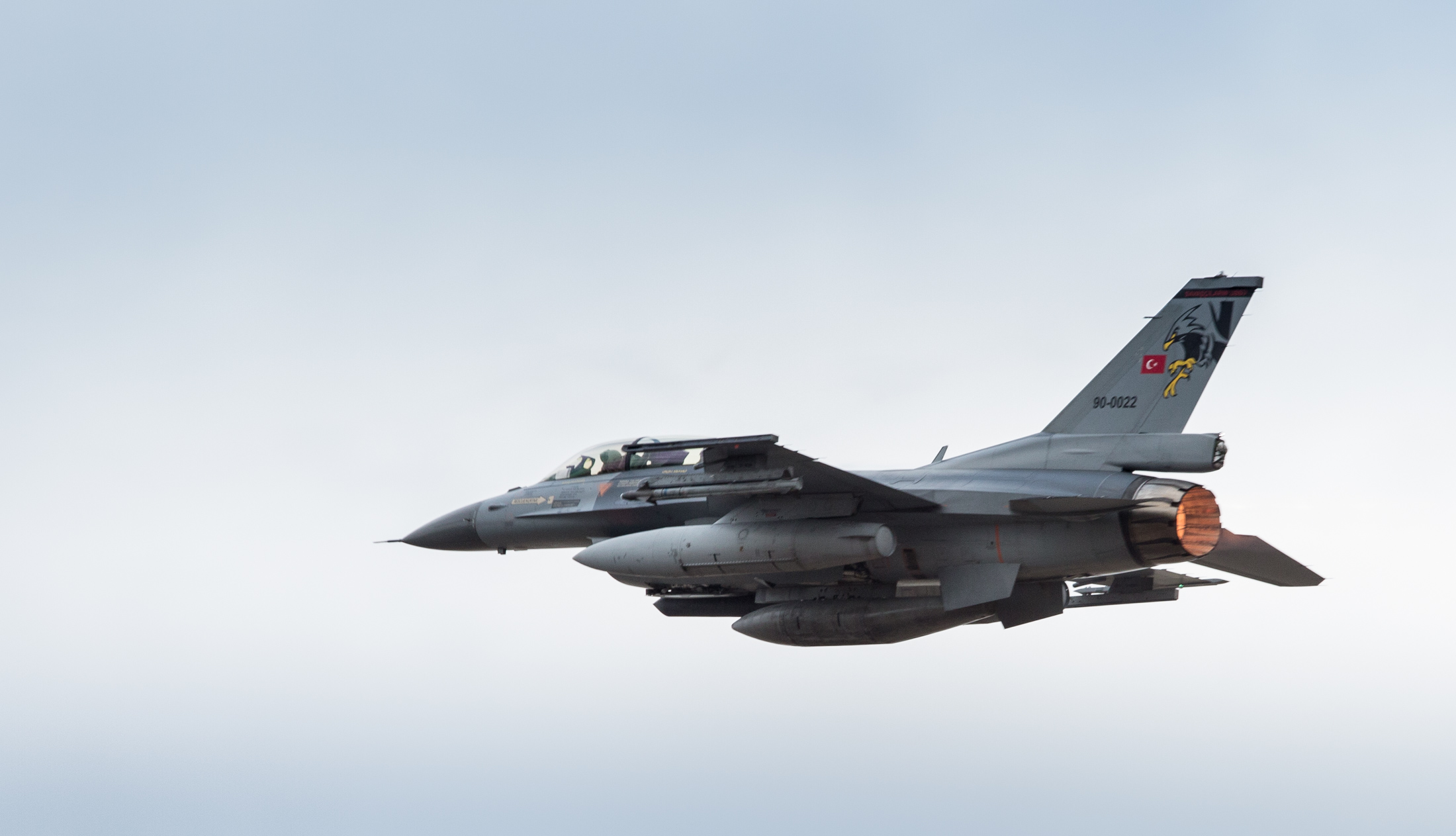
Le F-16C Block 40 de la TAF

- F-16CG/DG Block 40 et 42 Night Falcon[n 1] : version équipée pour l'attaque au sol de nuit et par mauvaises conditions météo. Radar AN/APG-68(V)5, pods LANTIRN AN/AAQ-13 de navigation et AN/AAQ-14 de ciblage et désignation laser sous l'entrée d'air, une charge air-sol plus diversifiée (possibilité d'emporter les bombes GBU-24 Paveway I et les GBU-10 et GBU-12 Paveway II à guidage laser, GBU-15 à guidage TV. Les F-16CG et F-16DG ont été produits de 1988 à 1995. Par la suite ils ont été améliorés avec des systèmes venant du Block 50 : RWR ALR-56M, lance-leurres ALE-47, batterie plus performante et amélioration de la structure Falcon UP.
- F-16C/D Block 50 et 52 : version du F-16CG/DG Block 40 et 42 encore améliorée pour l'attaque au sol : radar APG-68(V)7, écrans multifonctions couleur et générateur d'affichage programmable, nouveau MMC, nouvelle carte numérique de terrain, nouvelle caméra vidéo couleur et magnétoscope pour enregistrer les images de la vue du pilote du HUD, système de transfert de données plus rapide. Moteurs General Electric F110-GE-129 (Block 50) ou Pratt & Whitney F100-PW-229 (Block 52) plus puissants.
- F-16C/D Block 50 Plus et 52 Plus : versions Block 50 et 52 de l'USAF avec une gamme d'armement étendue à la mi-1999 : missile air-sol à guidage passif (GPS et inertiel couplés) AGM-154 JSOW, bombes JDAM à guidage GPS et inertiel couplés GBU-31 et GBU-32, et conteneurs de sous-munitions WCMD (Wind-Corrected Munitions Dispenser) CBU-103, CBU-104 et CBU-105, et réservoirs externes.

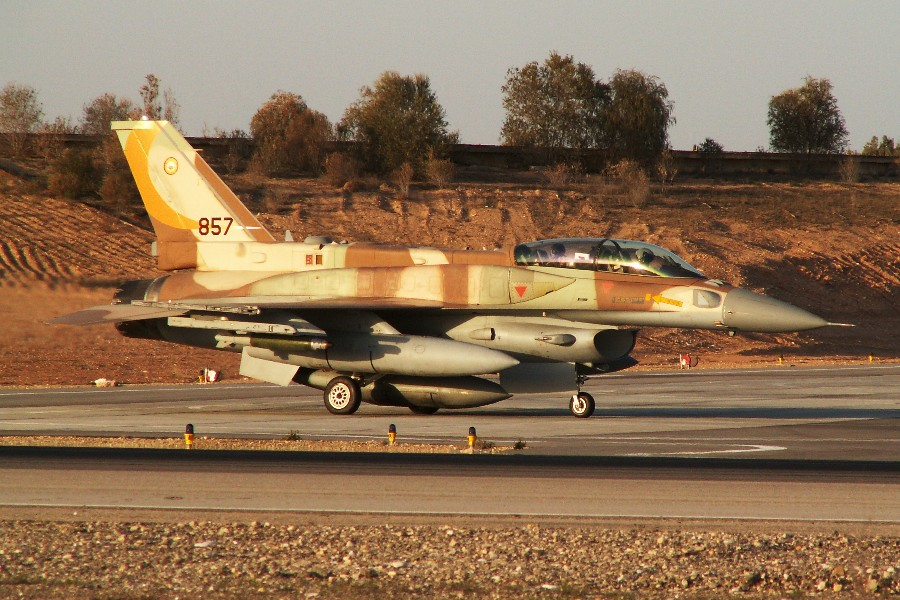
Un F-16I israélien.

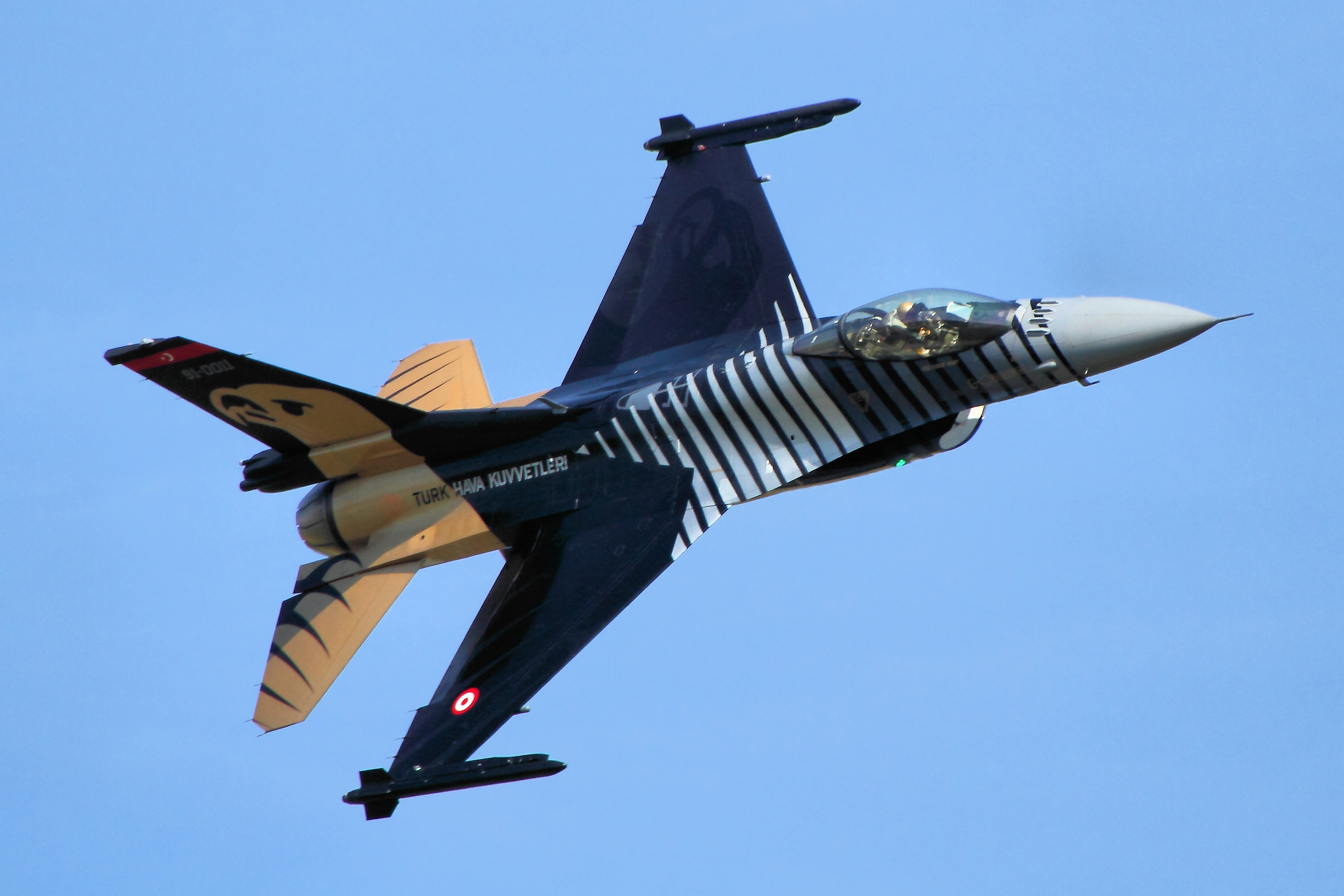
Un F-16C turc.

- F-16CJ/DJ Block 50D et 52D : versions du Block 50 et 52 spécialisées dans la destruction des radars et défenses antiaériennes ennemies (missions SEAD) en remplacement des F-4G Wild Weasel. Elle est équipée d'une nacelle Texas Instruments AN/ASQ-213 HTS (HARM Targeting System) et du HARM ALIC (Avionics/Launcher Interface Computer). Le HTS est un détecteur passif de radars très sensible qui détecte, classifie, et calcule la dangerosité du radar et transmet les données au cockpit et aux missiles antiradars AGM-88 HARM. Ceci rend le F-16CJ plus performant que les F/A-18 Hornet ou les EA-6B Prowler pour le tir des HARM. Ce système rend le F-16CJ totalement autonome ; mais il peut éventuellement travailler en coopération avec d'autres avions comme le RC-135 V/W Rivet Joint. Par ailleurs, pour transmettre les informations rapidement d'un avion à l'autre, le F-16CJ est équipé d'une liaison de données. Il est aussi équipé d'une nacelle Lockheed Martin AN/AAS-35 Pave Penny pour le tir d'armes guidées par laser, et emporte généralement des brouilleurs AN/ALQ-119 pour son autoprotection.
- RF-16C ou F-16R : nom officieux donné aux F-16 destinés à la reconnaissance pour remplacer les RF-4 Phantom. Ils sont simplement équipés d'une nacelle de reconnaissance en position ventrale, sans équipements internes modifiés.
- F-16A/B Netz (faucon) : version israélienne améliorée du F-16A/B.
- F-16C Barak (éclair) : version israélienne améliorée du F-16C. Elle bénéficie d'équipements destinés à l'origine au IAI Lavi.
- F-16D Barak (éclair) : version israélienne biplace spécifique. Elle remplit les missions Wild Weasel, c'est-à-dire la traque et destruction des systèmes sol-air adverses.

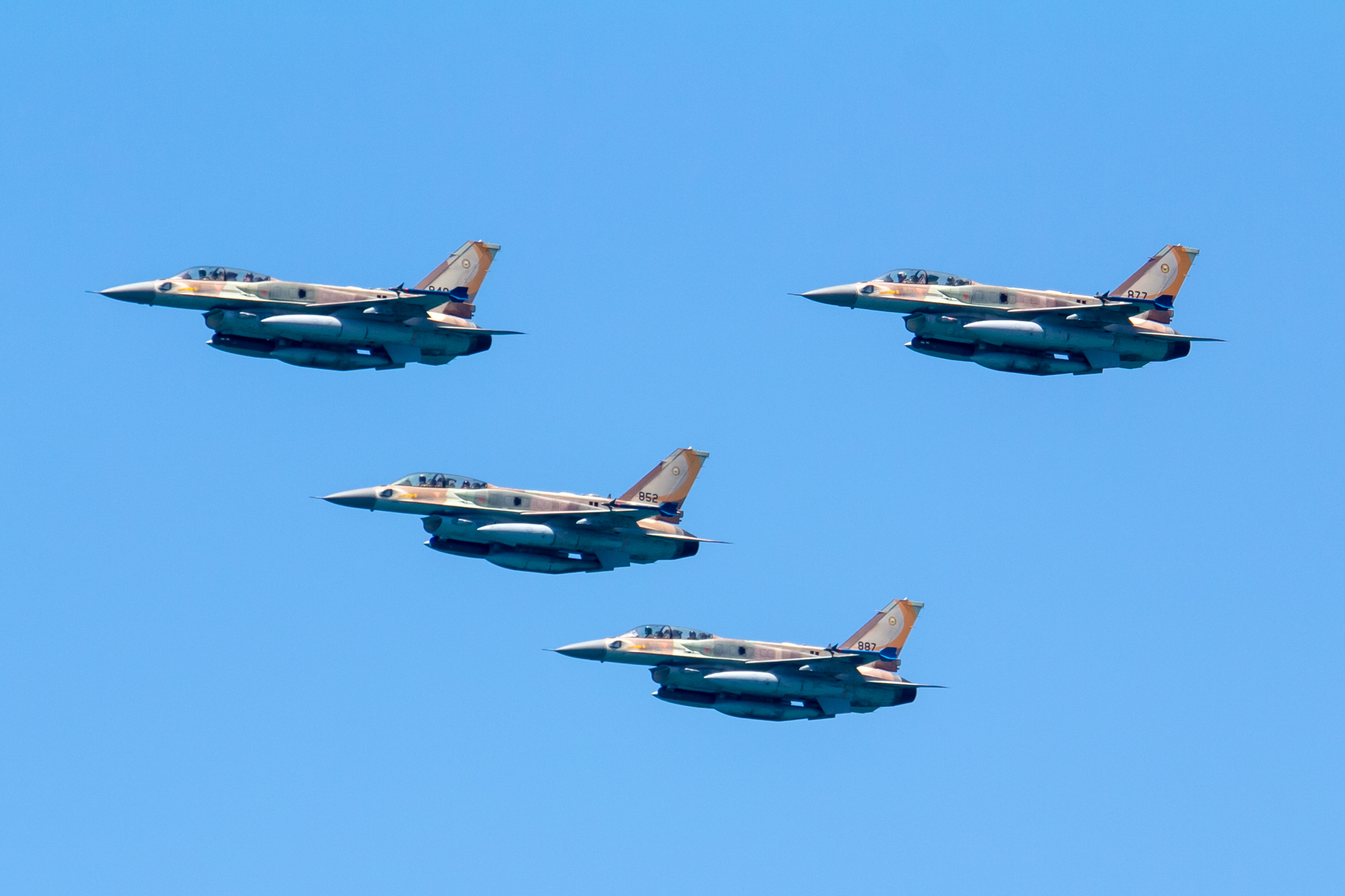
Le F-16l Sufa, utilisé par Israël pour le bombardement de la bande de Gaza en 2023-2024.

- Le F-16l Sufa, utilisé par Israël pour le bombardement de la bande de Gaza en 2023-2024[46].F-16I Sufa (tempête) : version israélienne spéciale du F-16D Block 52. De nombreux équipements ne sont montés qu'une fois l'avion livré à Israël.
- F-16e Block 60 Desert Falcon : version améliorée du F-16C, vendue uniquement aux Émirats arabes unis pour l'instant.
- F-16F : version biplace du F-16e.
- KF-16 : version destinée à la Corée du Sud.
- QF-16 : version sans pilote destinée à servir de cible volante pour les essais en vol et certains entraînements de pilotes. Ils reposent sur des exemplaires d'ancienne génération (Block 15, 25 et 30) dont certains sont restés sous cocon une quinzaine d'années[47]. Les modifications sont réalisées par Boeing et ont nécessité cinq années de développement. Ces avions sont utilisés dans le cadre du programme Full Scale Aerial Target en remplacement des QF-4[48].
- F-16 Viper ou F-16V est une version qui est disponible en production et en mise à jour[49]. Il possède un radar à antenne active, un ordinateur de mission avancé et un affichage de suivi de terrain (Center Pedestal Display) qui remplace les indicateurs analogiques au centre du poste de pilotage[50]. Il obtient plusieurs contrats en Europe de l'Est et à Taïwan à partir de la fin des années 2010.

### Versions expérimentales et non produites en série

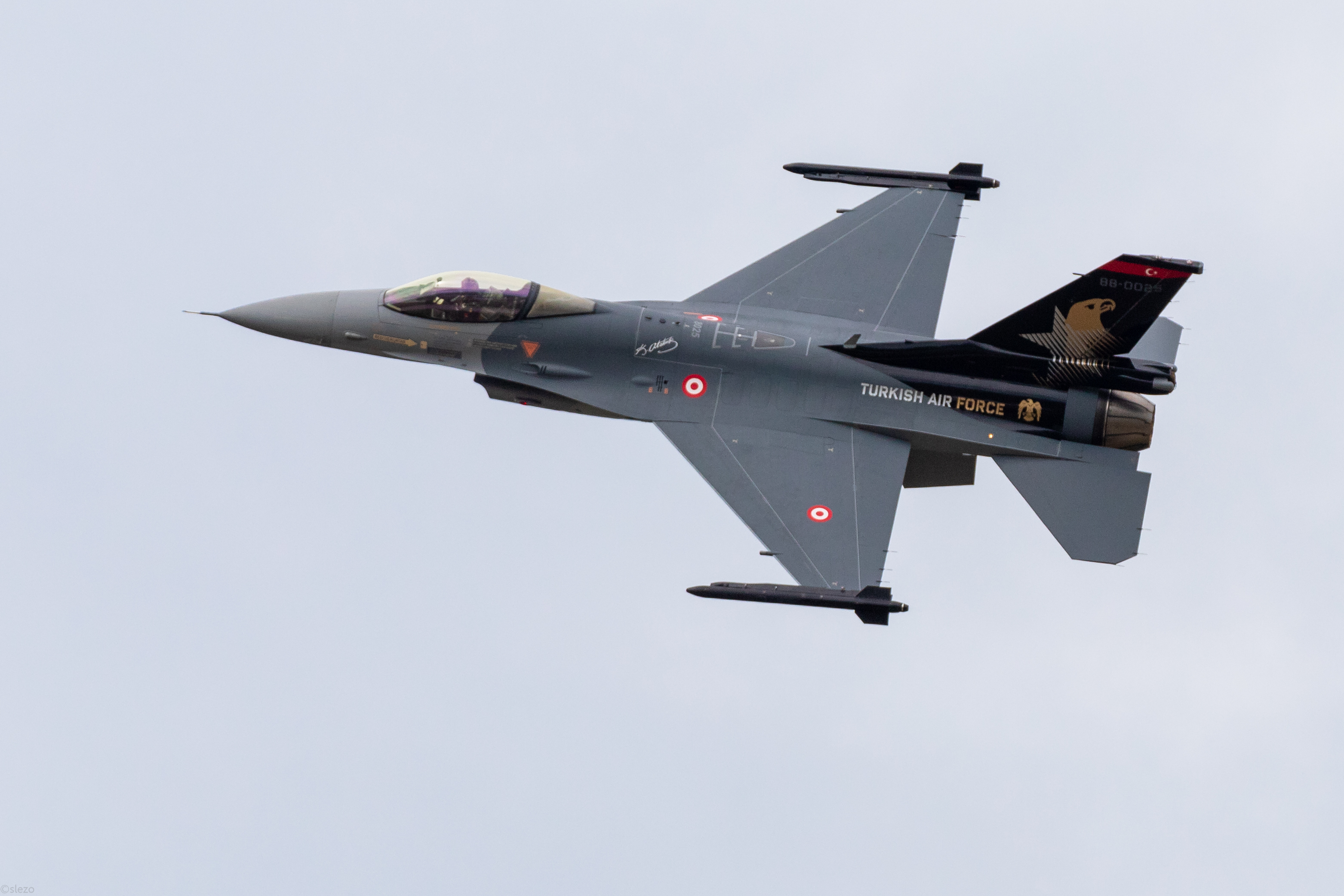
Un F-16C des forces armées turques

- F-16/79 : version d'exportation aux performances dégradées du F-16A, notamment par le montage d'un réacteur General Electric J79. Ces limitations étaient imposées par une loi promulguée par le président Jimmy Carter pour lutter contre la prolifération des armes conventionnelles (ces lois furent abrogées sous l'administration Reagan). Ses faibles performances et la concurrence du Northrop F-20 Tigershark font qu'il n'a pas été vendu.
- F-16/101 : F-16 équipé du réacteur General Electric F101 destiné au bombardier B-1A annulé par le président Carter. Un F-101 modifié appelé F101X fut monté sur un F-16 pour les tests qui eurent lieu de décembre 1979 à janvier 1981 dans le cadre d'un programme appelé DFE (Derivative Fighter Engine). Les enseignements permirent à General Electric de mettre au point le F110, qui fut monté sur les F-16 à partir du Block 32.
- A-16 Block 60 : version d'appui rapproché conçue pour remplacer l'A-10, estimée trop vulnérable en raison de sa lenteur. Deux prototypes, des F-16A Block 15 modifiés, furent testés. Le projet fut abandonné pour des raisons techniques (le canon de calibre 30 mm monté à la place de celui de 20 mm chauffait trop), opérationnels (le A-16 avait un rayon d'action plus court et était plus vulnérable aux tirs venant du sol que le A-10) et politiques (l'USAF avait réussi à garder les A-10 réclamés par l'US Army).
- le F/A-16, seconde version d'appui rapproché conçue pour remplacer l'A-10. Ce fut un échec cuisant. Déployés durant la guerre du Golfe, les F/A-16 se montreront incapables de tirer avec précision avec le canon de calibre 30 mm, monté cette fois-ci en nacelle.
- le F-16XL, concurrent malheureux du F-15E Strike Eagle avec une voilure en double delta qui double sa surface alaire, testé depuis par la NASA.
- F-16 AFTI.
- NF-16D (N désignant les appareils spécialement modifiés définitivement) ou F-16 VISTA.
- F-16 MATV, était la désignation du F-16 VISTA lorsqu'il était équipé d'un moteur à poussée vectorielle.

### Les appareils dérivés du F-16
- IAI Lavi : avion développé par Israël avec l'aide américaine, abandonné ; à la place, la Force aérienne israélienne s'est dotée de F-16 adaptés en versions spécifiques.
- Mitsubishi F-2 (programme initialement appelé FS-X) : avion développé par le Japon, basé sur les plans du F-16 mais avec une cellule plus grande et constitué en grande partie en matériaux composites. Conçu par Mitsubishi avec l'aide de Lockheed Martin, c'est en fait un avion très différent du F-16 du point de vue technique, bien qu'il lui ressemble fortement extérieurement. Plus lourd, plus grand, il intègre de nombreux équipements développés au Japon.
- AIDC A-1 Ching-Kuo : appareil développé par Taïwan.

## Utilisateurs

Utilisateurs actuels
Anciens utilisateurs
Utilisateurs futurs

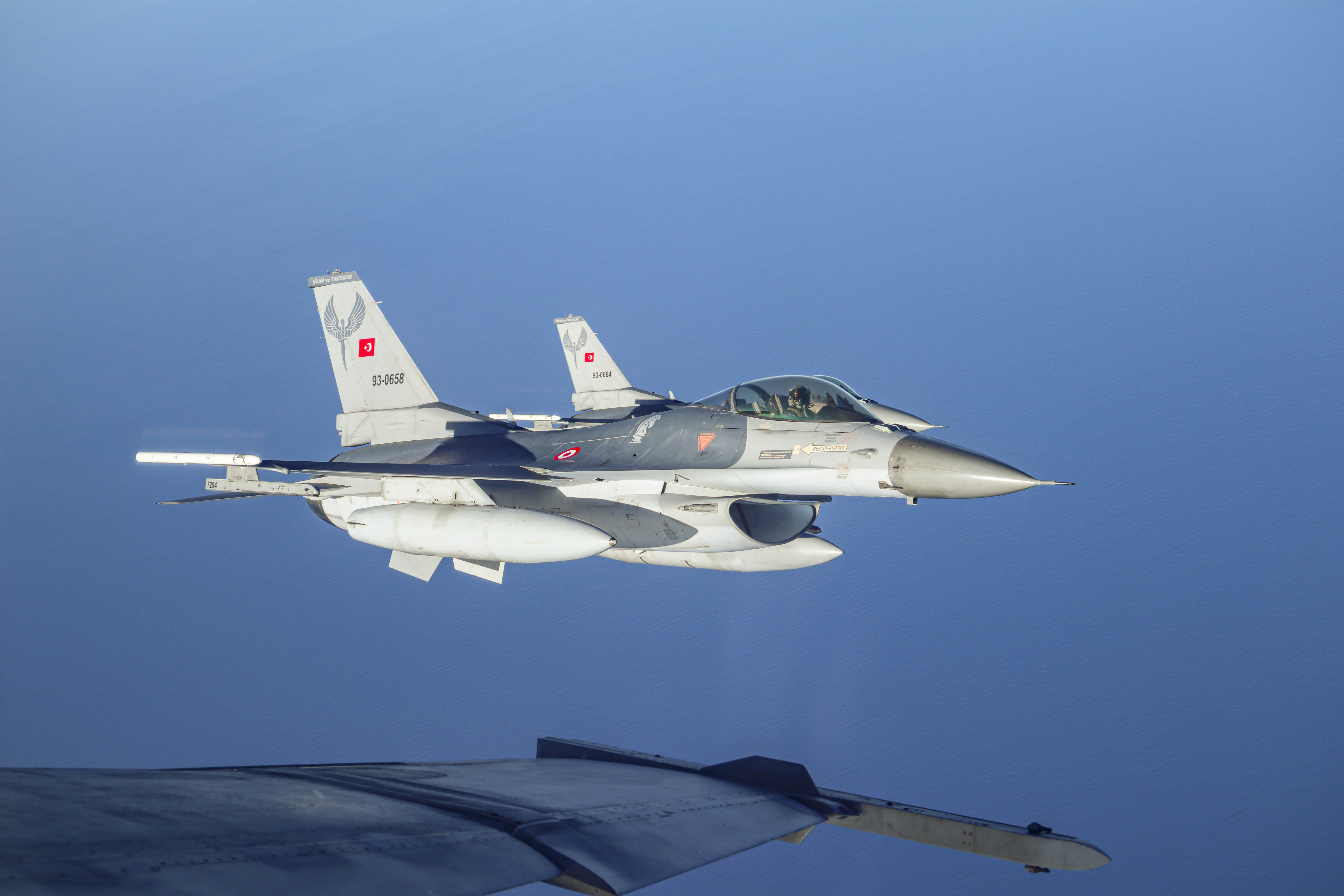
Trois F-16 Falcon turcs de la Turkish Air Force.

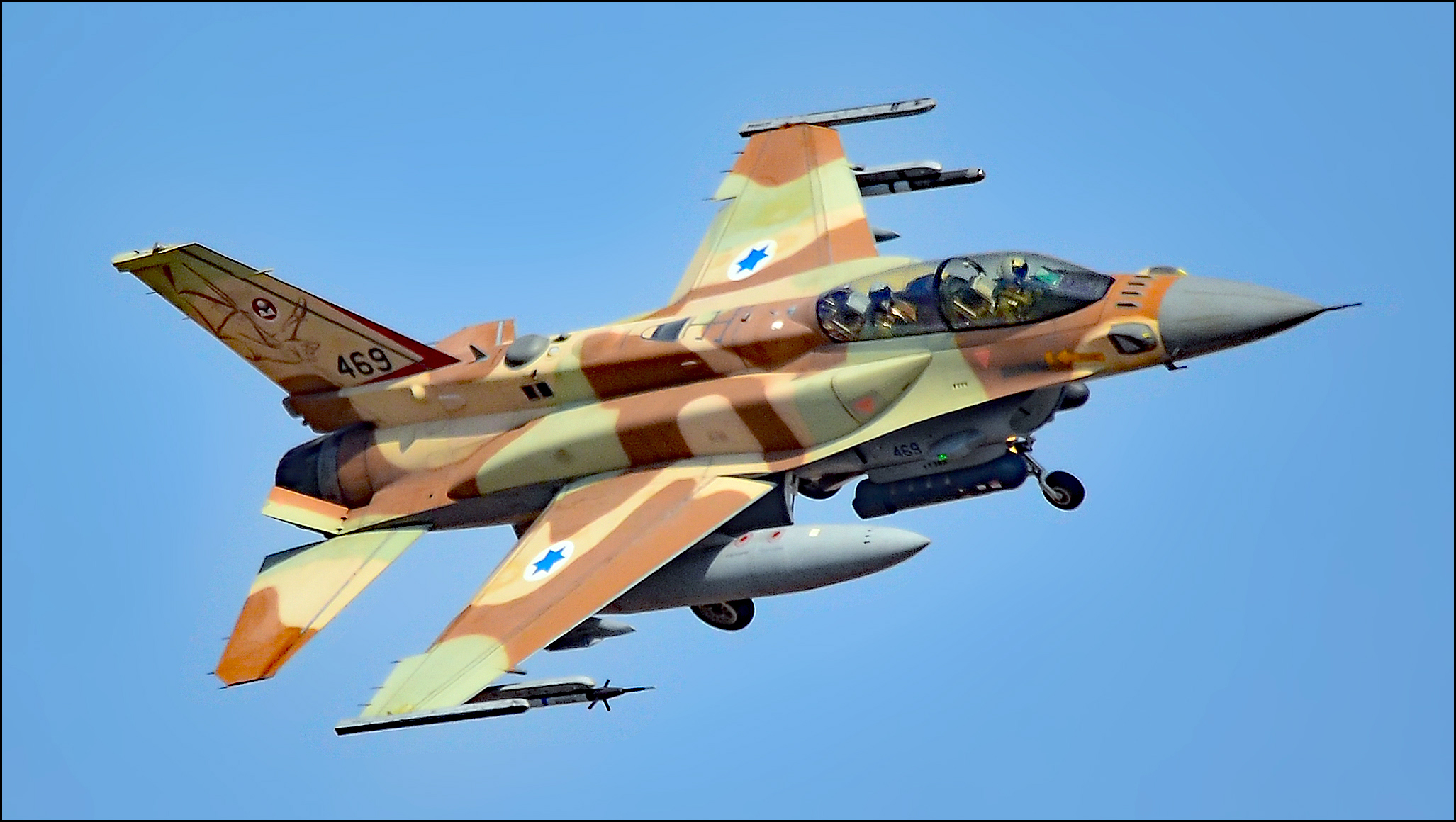
Un F-16I Soufa de la Force aérienne et spatiale israélienne.

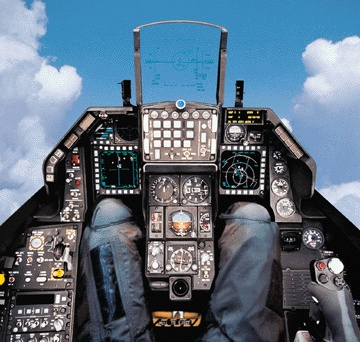
Cabine d'un F-16C.

Le F-16 est mis en service par 25 pays en 2012, soit 4 500 exemplaires livrés. L'US Air Force en a reçu 2 231 (dernière livraison le 18 mars 2005).
- Argentine : Force aérienne argentine : le 26 mars 2024, le ministre de Défense de l'Argentine, Luis Petri, signe une lettre d'intention d'achat pour 24 F-16 MLU danois[51].
- Bahreïn : Force aérienne royale de Bahreïn : Les premiers F-16 arrivent à Bahreïn en 1990. Une seconde commande est effectuée par l'émirat en 1998 avec des livraisons s'étalant de 2000 à 2001.
- Belgique : Composante air : 160 livrés en deux commandes, 116 avions (96 F-16A monoplaces et 20 F-16B biplaces) lors du marché du siècle à partir de 1976 puis 44 F-16 supplémentaires (40 monoplaces et quatre biplaces) en 1983 dans le cadre de la commande "Follow On Buy"[52]. En 2011 il y en a 72 en service, 18 en réserve opérationnelle. 25 exemplaires ont par la suite été revendus à la Jordanie pour une centaine de millions d’euros. La restructuration de la Composante air devrait aboutir à un parc d'une soixantaine d'exemplaires. Les appareils sont mis à niveau conjointement avec ceux d'autres pays européens (Danemark, Pays-Bas et Portugal) au sein du Multi National Fighter Program (mise à jour de l'ordinateur de mission modulaire et du Générateur d'affichage programmable[53]). Les 54 appareils en service en 2018 seront conservés en service jusqu'en 2023[54]. Le coût par heure de vol s'élève pour la Belgique en 2015 à 5 879 euros. Ce montant comprend les coûts d'entretien, le coût du carburant et les coûts en personnel de l'équipage. Le coût par heure de vol en opération est comparable mais varie en fonction du type d'engagement (indemnités de l'équipage, prix du carburant, etc.)[55]. Le remplacement des F-16 belges par 34 Lockheed Martin F-35 Lightning II a été décidé le 25 octobre 2018 pour un montant d'environ 4 milliards d'euros[56], la livraison devrait être achevée d’ici 2028[57]. En 2024, la Belgique annonce fournir à l'Ukraine 30 F-16.
- Bulgarie : Force aérienne bulgare (8 F-16V commandés en 2019, les six premiers doivent être livrés en 2023 et les deux derniers en 2024[58]).
- Chili : Force aérienne chilienne (36 ex-néerlandais et 10 neufs en service).
- Corée du Sud : Force aérienne de la république de Corée 171 exemplaires construits sous licence par Korea Aerospace Industries et portant la référence KF-16. Une première modernisation des appareils par BAE Systems pour un montant de 139,96 millions de dollars a été annulée à la suite d'une hausse du prix initial[59]. Cette modernisation concerne 90 chasseurs KF-16C Block 52 et 44 chasseurs d’entraînement biplace KF-16D Block 52.
- Danemark : Force aérienne royale de Danemark (77 dont 48 au standard Mid-Life Update ou MLU). Retrait annoncé, en 2022, pour 2027[60]. Le Danemark a annoncé que 19 avions F-16 vont être cédés à l'armée ukrainienne, ils devaient être livrés au deuxième trimestre 2024.
- Égypte : Force aérienne égyptienne (207 en service en 2022 : 26 F-16A, 6 F-16B, 138 F-16C, 37 F-16D[61]. 220 reçus + 20 prévus pour la mise en service en 2014). Les F-16 égyptiens portent des bandes d'identification orange (sur leur camouflage bleu ciel) pour qu'on puisse les distinguer des F-16 de l'armée de l'Air israélienne. l'Égypte a commandé 24 F-16C/D Block-52 en 1999 mais les livraisons n'ont débuté qu'en juillet 2015. Le président Obama avait mis en place un embargo à la suite du Coup d'État du 3 juillet 2013 qui avait conduit à la destitution de Mohamed Morsi[62],[63]. Huit exemplaires ont été livrés en juillet 2015, cinq mois après la levée de l'embargo. Quatre autres exemplaires seront livrés avant la fin 2015.
- Émirats arabes unis : Force aérienne des Émirats arabes unis (80).
- États-Unis :
  - United States Air Force (1 245 en octobre 2007 ; 1 086 prévu en 2012 ; 840 -C et 161 -D au 13 août 2013 d'une moyenne d'âge de 23 ans[64], 934 -C et -D début mai 2021[65], beaucoup d'avions ont été revendus à d'autres pays. Au 14 janvier 2014, 574 sont stockés au 309th Aerospace Maintenance and Regeneration Group (AMARG)[66]. Le 82nd Aerial Targets Squadron, basé à Tyndall en Floride, a reçu treize QF-16 en qualité de cible aérienne de nouvelle génération[47]. Ils remplacent les QF-4 dont le dernier exemplaire est détruit en 2015 avec des munitions réelles ;
  - United States Navy (40).
- Grèce : Force aérienne grecque (155 F-16C et F-16D en 2017[67]. 80 devant être portés au standard F-16V selon un programme annoncé en 2019[68]).
- Jordanie : Force aérienne royale jordanienne (33 neufs et 3 ex-néerlandais, + 16 ex-belges et 6 ex-néerlandais à livrer en 2008[69]).
- Indonésie : Force aérienne de l'armée nationale indonésienne (36 livrés; 8 monoplaces F-16A et 4 biplaces F-16B Block15 OCU livrés de 1989 à 1990 dans le cadre du plan « Peace Bima-Sena I », 2 accidentés. 24 F-16C/D Block 32 livrés de 2015 à 2017 avec le plan « Peace Bima-Sena II ». Les 12 premiers sont modernisés au standard MLU à partir de février 2020[70]).
- Irak : Force aérienne irakienne (18 commandes, 18 en option) livrés entre 2014 et 2018.
- Israël : Force aérienne et spatiale israélienne (243 à l'origine). 1 appareil abattu par un missile sol-air SA-5 (S200) syrien en février 2018. 29 F-16A/B vendus a la société canadienne Top Aces qui devient le premier opérateur privé à partir de février 2021[71].
- Maroc : Forces aériennes royales 24 F-16C/D Block 52 + commandés en 2008 pour un montant de 2,4 milliards $. Sur les 24 avions reçus, un appareil a été abattu au Yémen, portant ainsi la flotte à 23 F-16+24 = 48 F-16V/C/D block 70/72 livrés en 2023[72]. Accord pour l’acquisition de 25 F-16V et de la modification de toute la flotte à ce standard en 2019[73],[74].
- Oman : Force aérienne du Sultanat d'Oman 12 appareils en dotation commandés dans le cadre du contrat FMS (Foreign Military Sales). 12 F-16C/D Block 50 supplémentaires commandés pour 600 millions $ et livrés à partir de 2016.
- Pakistan : Forces aériennes pakistanaises (111 commandés : 40 livrés, 71 sous embargo).
- Pologne : Force aérienne de la République polonaise (48).
- Portugal : Force aérienne portugaise : 45 exemplaires. Neuf F-16AM monoplaces et trois F-16BM biplaces ont été revendus à la Roumanie en 2013. Le Portugal détient aussi vingt cinq F-16A/B Block 15 que les États-Unis leur ont donnés. Le Portugal se contentant de payer les frais de transfert des avions. Ces derniers ont bénéficié d'une modernisation à mi-vie réalisée par OGMA, une société appartenant à l'état portugais et Embraer[75]. De même trois appareils sont portés au standard F-16AM courant 2017.
- Roumanie : Force aérienne roumaine : 12 F-16 (9 F-16 de la Force aérienne portugaise + 3 AMARG (ex USAF)) sont achetés fin 2013 au Portugal et adaptés à la norme Mid-Life Update (MLU) par la société OGMA-Industria Aeronautica de Portugal (coentreprise de Empresa Portuguesa de Defesa (EMPORDEF) et Embraer). Le contrat est estimé à 186,2 millions d’euros et comprend aussi des moteurs supplémentaires révisés, les soutiens logistique et technique durant deux ans, et les formations des pilotes et des techniciens de maintenance[76]. Les six premiers sont livrés le 28 septembre 2016, les six derniers avant la fin de l'année 2016[77].
- Singapour : Force aérienne de la république de Singapour (60).
- Slovaquie :  Force aérienne slovaque : 14 F-16V commandés en 2019. Livraison annoncée, en mars 2022, en 2024[78].
- Taïwan : Force aérienne de la république de Chine : 146 A/B reçus. 142 F-16 en service en octobre 2018 en cours de modernisation jusqu'en 2022 en version F-16V Block 70[79]. Taïwan avait aussi commandé 66 exemplaires de F-16 V en 2019 pour remplacer ses F-5 Tiger.
- Thaïlande : Force aérienne royale thaïlandaise (68 en 2016[80]).
- Turquie : Force aérienne turque (268+40 en commande, construits sous licence par Turkish Aerospace Industries).
- Ukraine : le 19 mai 2023, le président des États-Unis Joe Biden annonce son « soutien à une initiative commune visant à entraîner des pilotes de la Force aérienne ukrainienne sur des avions de combat de quatrième génération, y compris des F-16 »[81]. Le nombre de F-16 destinés à l'Ukraine est de 75 prêts au combat en mai 2024 (parmi les 30 F16AM/BM belges, 24 F-16A/B en provenance des Pays-Bas, 19 F-16AM/BM engagés par le Danemark et 22 F-16AM/BM en provenance de Norvège[57]). Le 4 août 2024, le ministère de la Défense de l'Ukraine annonce officiellement avoir reçu des avions F-16.
- Venezuela : Aviation nationale du Venezuela (24).

### Anciens utilisateurs ou commandes annulées
- Croatie : Forces de l'armée de l'air et de défense aérienne de la République de Croatie, dans le cadre de la mise à niveau de ses forces aériennes pour atteindre les standards de l'OTAN à la suite de l'adhésion du pays dans l'alliance, la Croatie voulait acquérir en 2018 en seconde main 12 F-16 (10 monoplaces et 2 biplaces) revendus par Israël[82]. Mais en janvier 2019, la commande est annulée, les  États-Unis rechignant à donner leur accord parce que leurs systèmes électroniques avaient été améliorés par l’industrie israélienne et que les Américains voulaient qu'ils soient livrés dans leur configuration d’origine[83].
- Italie : Aeronautica Militare (34 loués à partir de 2003[84] en attendant l'arrivée des Eurofighter Typhoon ; retirés le 23 mai 2012[85]).
- Norvège : Force aérienne royale norvégienne (74 livrés, 57 en service en 2007, retrait le 6 janvier 2022[86] remplacés par des F-35).
- Pays-Bas : Forces aériennes royales néerlandaises (213 livrés, exploités de 1979 à 2024). Retrait définitif le 27 septembre 2024[87],[88],[89].

## Risques
Le groupe auxiliaire de puissance du F-16 utilise près de 26 litres de combustible à 70 % d'hydrazine,.

## Accidentologie
Selon le site F-16.net au moins 890 accidents sont enregistrés (au 14/01/2020) dans la base de données regroupant les statistiques d'accidentologie de l'appareil :
- Le 18 décembre 1986, un F-16B Block 15U (s/n 81-1504) de la force aérienne pakistanaise percute un sanglier sur la piste lors du décollage et s'écrase sur la base aérienne de Sargodha, au Pakistan. Les deux membres d'équipage s'éjectent en sécurité[93],[94] ;
- Le 5 septembre 1989, un F-16A du 2e Wing tactique belge stationné sur la base norvégienne d'Ørland est volé par un mécanicien qui s'écrase dix km après sur une ferme entrainant sa mort. On soupçonne en 1992 une opération d'espionnage du KGB[95] ;
- Le 11 octobre 2018, un F-16 de la composante air belge a été détruit sur la base aérienne de Florennes en Belgique, après une mauvaise manipulation de la part d’un mécanicien. Alors qu’il intervenait sur un F-16 stationné dans un hangar de la base, le technicien a malencontreusement tiré avec le canon Vulcan sur deux autres F-16 au sol qui se trouvaient dans sa ligne de mire[96],[97] ;
- Le 16 mai 2019 un F-16, s’est écrasé sur un entrepôt près d’une base militaire en Californie, il était armé de munitions réelles « destinées à la mission d’alerte du NORAD (Commandement de la défense aérospatiale de l'Amérique du Nord) » ;
- Le 19 septembre 2019, un F-16B belge s’est écrasé en Bretagne dans la ville de Pluvigner. Les deux occupants se sont éjectés avant le crash et s'en sont sortis sains et saufs[98] ;
- Le 30 juin 2020, un F-16 américain de la 77th Fighter Squadron s'est écrasé tuant son pilote, lors d'un vol d'entrainement[99].
- Le 11 janvier 2022, un F-16V de la force aérienne taïwanaise, s'est écrasé en mer une demi-heure après avoir décollé pour un vol d'entraînement.

## Culture populaire
Le F-16 est visible dans les films suivants :
- Aigle de fer (1986) ;
- Good Kill (2014) ;
- Independence Day (1996) ;
- Le Diamant du Nil (1985) ;
- Tonnerre de feu (1983) ;
- Transformers 2 : la Revanche (2009) ;
- Transformers 3 : La Face cachée de la Lune (2011) ;
- X-Men 2 (2003) ;
- Six Underground (2019) : Utilisé par le régime de Rovach Alimov pour réprimer l'opposition.

Dans la série d'animation Transformers: Prime (2010-2013), le personnage de Starscream se transforme en F-16.
Le F-16 est visible dans les bandes dessinées suivantes :
- Les Aventures de Buck Danny : L'Escadrille fantôme (1996) et La Nuit du serpent (2000) ;
- Yoko Tsuno : Le canon de Kra (1986).

Le F-16 est jouable dans les jeux suivants :
- DCS World (2008);
- Ace Combat 3: Electrosphere (1999) ;
- Ace Combat 4: Distant Thunder (2001) ;
- Ace Combat 5: Squadron Leader (2004) ;
- Ace Combat 6: Fires of Liberation (2007) ;
- Ace Combat X: Skies of Deception (2006) ;
- Ace Combat Zero: The Belkan War (2006) ;
- Ace Combat: Assault Horizon (2011) ;
- Ace Combat 7: Skies Unknown (2019) ;
- Le P-996 LAZER dans Grand Theft Auto V, est fortement inspiré du F-16 ;
- F-16 Combat Pilot (1989) ;
- F-16 Multirole Fighter (en) (1998) ;
- Falcon (1987) ;
- Falcon A.T. (1988) ;
- Falcon 3.0 (1991) ;
- Falcon 4.0 (1998) ;
- Falcon 4.0: Allied Force (2005) ;
- Falcon 4.0 BMS 4.34 (2019) ;
- Flight Simulator X (2006) ;
- FlightGear[100] (1996) ;
- Heatseeker (2007) ;
- Pilot Academy (en) (2006) ;
- Strike Commander (1993) ;
- Tom Clancy's HAWX (2009) et Tom Clancy's HAWX 2 (2010) ;
- War Thunder (2022); F-16A block 10, F-16A ADF block 15, F-16A MLU, F-16A Netz, F-16C, F-16D Barak II et F-16C Barak II sont jouables dans War Thunder.

### Développement lié
F-16XL -
Mitsubishi F-2 -
KAI T-50 Golden Eagle

### Aéronefs comparables
- Dassault Mirage 2000
- IAI Lavi
- Mitsubishi F-2
- AIDC F-CK-1 Ching-Kuo
- Saab JAS 39 Gripen